# 阿尔巴尼亚签证政策
访问阿尔巴尼亚的旅客需要获得一个签证，阿尔巴尼亚向部分国家和地区实施免签证政策。入境阿尔巴尼亚需要持有有效期3个月以上的护照，但部分国家的公民只需要携带本国身份证即可。

## 签证政策地图

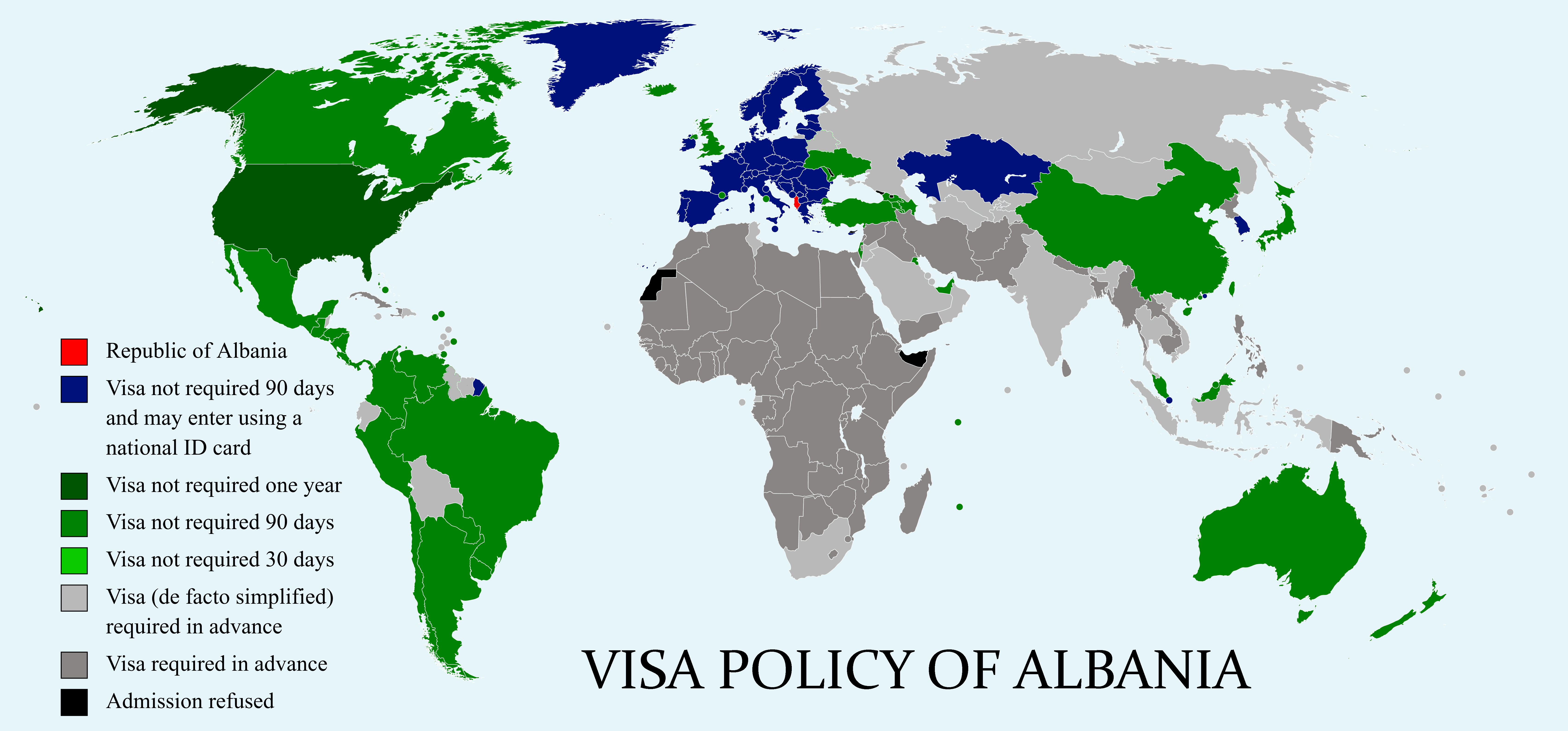

## 免签证
持有以下国家或地区护照者可免签证进入阿尔巴尼亚，最多停留90天。
| - 所有欧盟公民1 \| - 安道尔 - 安地卡及巴布達3 4 - 阿根廷 - 亞美尼亞3 - 3 - 巴哈马3 4 - 3 4 - 白俄羅斯2 - 1 - 巴西 - 3 4 - 加拿大 - 智利 - 中國 - 哥伦比亚3 4 - 3 4 - 薩爾瓦多3 4 - 3 4 - 3 4 \| - 3 4 - 香港1 3 - 冰島 - 以色列 - 日本 - 1 3 - 科索沃1 - 科威特3 - 列支敦斯登1 - 澳門3 4 - 马来西亚 - 模里西斯3 4 - 墨西哥3 4 - 摩尔多瓦3 4 - 摩納哥1 - 蒙特內哥羅1 - 新西兰 - 尼加拉瓜3 4 - 北馬其頓1 - 挪威1 - 巴拿马3 4 \| - 巴拉圭3 4 - 秘魯3 4 - 圣基茨和尼维斯3 4 - 圣马力诺1 - 塞爾維亞1 - 塞舌尔3 4 - 新加坡1 - 1 - 瑞士1 - 臺灣 - 千里達及托巴哥3 4 - 土耳其3 - 乌克兰3 - 阿联酋3 - 英国 - 美国 5 - 乌拉圭3 4 - 梵蒂冈 - 委內瑞拉3 4 \| \| | | |  |
| - 安道尔 - 安地卡及巴布達3 4 - 阿根廷 - 亞美尼亞3 - 3 - 巴哈马3 4 - 3 4 - 白俄羅斯2 - 1 - 巴西 - 3 4 - 加拿大 - 智利 - 中國 - 哥伦比亚3 4 - 3 4 - 薩爾瓦多3 4 - 3 4 - 3 4 | - 3 4 - 香港1 3 - 冰島 - 以色列 - 日本 - 1 3 - 科索沃1 - 科威特3 - 列支敦斯登1 - 澳門3 4 - 马来西亚 - 模里西斯3 4 - 墨西哥3 4 - 摩尔多瓦3 4 - 摩納哥1 - 蒙特內哥羅1 - 新西兰 - 尼加拉瓜3 4 - 北馬其頓1 - 挪威1 - 巴拿马3 4 | - 巴拉圭3 4 - 秘魯3 4 - 圣基茨和尼维斯3 4 - 圣马力诺1 - 塞爾維亞1 - 塞舌尔3 4 - 新加坡1 - 1 - 瑞士1 - 臺灣 - 千里達及托巴哥3 4 - 土耳其3 - 乌克兰3 - 阿联酋3 - 英国 - 美国 5 - 乌拉圭3 4 - 梵蒂冈 - 委內瑞拉3 4 |  |

1 - 可以使用本国身份证或爱尔兰护照卡。

2 - 最多停留30天。

3 - 如果在180天内累计停留超过90天，则需要申请D签证。

4 - 因“申根区签证自由化”而获得免签证待遇

5 - 最多停留1年。
持有有效的申根区任意国家、美国、英国多次入境签证，且已使用过至少一次者，持有申根区国家居留许可或美国绿卡者，持有欧盟及EFTA国家签发的难民和无国籍人士旅行证件者，均可免签证进入阿尔巴尼亚，停留最长90天。
有阿尔巴尼亚血统的旅客可以获得免签证待遇，并在180天内最多停留90天。
持有阿尔及利亚、古巴、厄瓜多尔、埃及、印度、印度尼西亚、约旦、蒙古、摩洛哥、阿曼、菲律宾、俄罗斯、南非、沙特阿拉伯、泰国和越南的外交或公务护照者，持有突尼斯外交护照者可免签证进入阿尔巴尼亚。